# Mauro Galvão
Mauro Geraldo Galvão (Porto Alegre, 19 de dezembro de 1961) é um ex-treinador e ex-futebolista brasileiro que atuava como zagueiro.

## Carreira

### Como jogador
Mauro começou a carreira profissional jogando no clube que torcia na infância, o Internacional, e com apenas 18 anos, ajudou o clube a conquistar de forma invicta o Campeonato Brasileiro de 1979. Pelo Internacional foi ainda tetracampeão gaúcho (1981–1984), campeão do Torneio Heleno Nunes (1984) e, juntamente com todo o elenco do clube, mas com a camisa da Seleção Brasileira, conquistou a medalha de prata nas Olimpíadas de 1984. Durante este período, Mauro Galvão tornou-se um dos 10 jogadores que mais vestiram a camisa do Internacional na história.
Após sete anos a serviço do Internacional, o zagueiro transferiu-se para o Bangu, aceitando o convite de Paulo César Carpegiani para um projeto para a conquista do Campeonato Brasileiro de 1986. Apesar do ambicioso projeto e com o grande investimento do clube carioca, a equipe não alcançou o título.
Mas o ano de 1986 não foi apenas de tristeza para Mauro Galvão que foi pela primeira vez chamado para o elenco principal da Seleção Brasileira e fez parte do grupo chamado para a disputa da Copa do Mundo FIFA daquele ano.
Em 1987, ao lado de Marinho e Paulinho Criciúma, Mauro Galvão transferiu-se para o Botafogo. Na verdade, eles quase foram para o Fluminense, que pagaria por eles os 35 milhões de cruzados que o Botafogo iria pagar ao rival pelo passe de Jandir. Mas quando a diretoria do Botafogo ficou sabendo dessas intenções, desistiu de comprar o passe de Jandir e trouxe os três jogadores do Bangu. Em General Severiano, Mauro Galvão ajudou o clube carioca a conquistar contra o Flamengo o Campeonato Carioca de 1989 após 21 anos sem títulos.
Já em 1989, foi escolhido o melhor jogador do Brasil pelo Jornal dos Sports.
Três anos atuando pelo Botafogo valeram a Mauro Galvão uma vaga na Seleção Brasileira que disputou a Copa do Mundo FIFA de 1990. Mauro Galvão foi um dos três jogadores escolhidos por Sebastião Lazaroni para formar a defesa brasileira num esquema tático que não agradou aos torcedores.
| “ | A Seleção jogava com três zagueiros, mas não com um líbero. Os três não saiam para jogar porque a função era cobrir os laterais, liberados para atacar sempre. Faltou explicar melhor à opinião pública. | ” |

A Seleção foi eliminada pela Argentina ainda nas oitavas-de-final, mas Mauro Galvão terminou a Copa do Mundo com boas atuações que renderam-lhe uma proposta do modesto Lugano.
Mauro Galvão passou seis anos na Suíça até que em 1996 aceitou a proposta do Grêmio e retornou ao Brasil, conquistando o Campeonato Brasileiro de 1996 e a Copa do Brasil de 1997 pelo tricolor gaúcho.
Em 1997 aceitou um novo desafio e transferiu-se para o Vasco da Gama, conquistando no mesmo ano o seu terceiro título do Campeonato Brasileiro. Permaneceu no Vasco no ano seguinte para dar continuidade ao projeto do centenário do clube que visava a conquista da Libertadores de 1998 e da consequente disputa da Mundial de Clubes. O objetivo inicial foi alcançado e Mauro Galvão como capitão da equipe levantou pela primeira vez na sua carreira a taça de campeão da Libertadores da América, mas na disputa do Mundial o Vasco foi derrotado pelo Real Madrid, e deixou escapar o título inédito.
O sucesso no Vasco fez Mauro Galvão permanecer no clube até o fim da temporada de 2000, onde ainda conquistou os títulos do Torneio Rio-São Paulo em 1999 e da Copa Mercosul e do Campeonato Brasileiro em 2000. No início da temporada de 2001, retornou ao Grêmio para encerrar a carreira e ainda conquistou o Campeonato Gaúcho e a Copa do Brasil.
Em 2002, aos 40 anos de idade e após a disputa de mais uma Copa Libertadores, Mauro Galvão decidiu encerrar a sua vitoriosa carreira.

### Como treinador
Um ano após encerrar a carreira de jogador, Mauro Galvão foi convidado por Eurico Miranda para ser o treinador do Vasco da Gama. O desafio foi aceito e iniciou-se então a carreira de treinador.
Após um curto período como treinador principal, ele assumiu o cargo de assistente de treinador no próprio Vasco até o início da temporada de 2004 quando foi contratado pelo Botafogo para ser treinador, onde também já tinha atuado como jogador na década de 1980.
No início de 2005 assumiu o Náutico, onde permaneceu por seis meses.

### Como diretor-executivo de futebol
Mauro Galvão começou a carreira de diretor-executivo de futebol no Grêmio. Assinou contrato e foi apresentado à imprensa e à torcida. Ele chegou para substituir Rodrigo Caetano. Novo no cargo, Galvão relatou que acompanharia o grupo profissional e, posteriormente, as categorias de base do clube.
Demitido do tricolor no decorrer da temporada, o ex-zagueiro acertou com o Vitória para comandar a gestão de futebol de 2010. Porém, seis meses depois, não agradando aos dirigentes do clube, foi demitido.
No dia 8 de dezembro de 2010, Mauro Galvão foi anunciado como o novo superintendente de esportes do Avaí, com a missão de montar o elenco do time para a busca do tricampeonato estadual e das disputas da Copa do Brasil e do Campeonato Brasileiro. Após não ter alcançado os objetivos do clube, teve o seu desligamento anunciado no dia 24 de agosto de 2011.

## Livro
Em 1998, Mauro Galvão lançou a sua biografia intitulada "Mauro Capitão Galvão - Lições de Vida, Lições de Futebol", que mostra imagens, histórias, estatísticas e curiosidades da sua carreira até aquele ano. Uma das curiosidades sobre a carreira de Mauro Galvão é que ele é o jogador que conquistou dois campeonatos brasileiros com o maior intervalo de tempo entre ambos, 17 anos. O primeiro em 1979, pelo Internacional, e o segundo em 1996, pelo Grêmio.

## Títulos
Internacional
- Campeonato Brasileiro: 1979
- Torneio Heleno Nunes: 1984
- Campeonato Gaúcho: 1981, 1982, 1983 e 1984

Bangu
- Taça Rio: 1987

Botafogo
- Troféu Cidade de Palma de Mallorca: 1988
- Campeonato Carioca: 1989 e 1990
- Taça Rio: 1989

Lugano
- Copa da Suíça: 1992–93

Grêmio
- Campeonato Brasileiro: 1996
- Copa do Brasil: 1997 e 2001
- Campeonato Gaúcho: 2001

Vasco da Gama
- Troféu Bortolotti: 1997
- Campeonato Brasileiro: 1997 e 2000
- Taça Guanabara: 1998 e 2000
- Taça Rio: 1998 e 1999
- Campeonato Carioca: 1998
- Copa Libertadores da América: 1998
- Torneio Rio-São Paulo: 1999
- Copa Mercosul: 2000

Seleção Brasileira
- Copa América: 1989

### Prêmios individuais
- Bola de Prata da revista Placar: 1979, 1985 e 1997
- Time dos sonhos do Botafogo (Placar): 2006[12]
- 27º maior ídolo da história do Botafogo (O Globo): 2020[13]